# 東公園 (福岡市)
東公園（ひがしこうえん）は福岡県福岡市博多区にある福岡県営の都市公園（総合公園）であり、また同公園を含む行政地名（丁目の設定がない単独町名）でもある。全域で住居表示が実施済みである。面積は25.05ヘクタール。2022年9月末現在の人口は332人。郵便番号は812-0045。

## 地理
福岡市の都心部とされる中央区天神等の北東約2.5キロメートル、博多区の北部に位置する。北西で福岡直方線を挟んで千代及び馬出と、北東で吉塚停車場線を挟んで馬出と、東で浜新建堅粕線（妙見通り）を挟んで吉塚本町と、南及び西で千代と隣接する。町内の土地利用については、福岡県庁、福岡県議会、福岡県警察本部、県営東公園、福岡市民体育館、千代小学校といった公共・公益施設等が大半を占める。吉塚駅西側を南北に走る浜新建堅粕線（妙見通り）に面して住宅や店舗が並ぶ。
なお、福岡国税局博多税務署の所在地は東公園ではなく東区馬出である。

### 都市計画
都市計画に関しては、「福岡市都市計画マスタープラン」において定められた方針については次のとおりである。幹線道路である福岡直方線及び浜新建堅粕線（妙見通り）の沿道は、商業、業務、サービス施設や中高層住宅などが連続した「沿道軸」に位置付けられている。福岡県庁、県営東公園等を含むゾーンは大規模施設が立地するゾーンとされている。県営東公園と妙見通りとに挟まれたゾーンは、戸建住宅などの低層住宅が大部分を占めるが、一部中高層住宅などが立地する「低中層住宅ゾーン」に位置付けられ、低層住宅と中層住宅の調和、狭隘道路の改善などがまちづくりの視点とされている。用途地域については次のとおりである。福岡直方線及び東公園線の北西側の範囲、浜新建堅粕線（妙見通り）と県営東公園とに挟まれた範囲は商業地域に指定されている。これら以外の範囲は第一種住居地域に指定されている。風致地区については、県営東公園の範囲が指定されており、造成や建築などを行うときには一定の制限がある。

### 町域の変遷
| 住居表示実施後 | 実施年月日         | 住居表示実施前（各大字ともその一部） |
| -------------- | ------------------ | ------------------------------------ |
| 東公園         | 1974年（昭和49年） | 大字堅粕・大字馬出                   |

## 県営公園の概要
県営東公園は、福岡県の都市公園である。敷地面積はおよそ7万平方メートル。公園中心の高みには亀山上皇像が建ち、その周囲には県花のウメや県木のツツジなどの樹木や流水を配した日本風公園として市民県民の憩いの場所となる。所在地は大半は博多区東公園になるが、一部は博多区千代や東区馬出となる。
かつて千代の松原の一部であったのを、1873年（明治6年）の太政官布告に基づいて1876年に公園地とした。福岡県内最初の県営公園である。それより前の1868年（明治元年）には旧福岡藩主黒田長知によって招魂社が妙見・馬出の地に創建されている。当初は東松原公園の名称であったが、1900年（明治33年）に東公園と改めるとともに県の管理となった。
その後、公園周辺の開発により白砂青松の景観は失われるが、代わって1910年（明治43年）川上音二郎によって洋風劇場の博多座（現在の博多座はこの名を踏襲したもの）が建てられた。また1933年（昭和8年）には福岡市動物園が開園したが、これは太平洋戦争の戦局悪化により1944年（昭和19年）に閉園、戦後の動物園再建では南公園へ移転した。
1981年（昭和56年）には公園北側に県庁舎が移転。運動施設は移転。

## 県営公園の施設
- 亀山上皇銅像
公園中心の高みに位置する。像本体4.8メートル。県指定有形文化財。高村光雲弟子の山崎朝雲によって木彫原型が制作。銅像は、谷口鉄工場が制作。福岡警察署長の湯地丈雄が長崎事件（1886年）を期に主唱した元寇記念碑建設運動に端を発し、日露戦争中の1904年（明治37年）12月25日に除幕式が挙行された。木型は、よみうりランドから現在、筥崎宮に安置されている。
- 壁泉
壁面を水が滝のように流れるオブジェ。
- 流水（水路、写真1、写真2）
上流部は筑後川の源流を模し、下流部の石組みは玄界灘の荒波と芥屋大門の玄武岩角柱石をイメージしたもの。
- 散策路
- 芝生広場
- 児童コーナー（写真1、写真2）
ブランコやすべり台などの遊具がある。北側と南側の2か所あり、北側は東区馬出一丁目にあり、隣には博多税務署がある。
- 福岡県・江蘇省友好記念庭園（写真）[注釈 5]
- トイレ
- 猫の餌やり場所（写真）
所在地：東公園北緯33度36分17.24秒 東経130度25分12.09秒 / 北緯33.6047889度 東経130.4200250度、北緯33度36分14.13秒 東経130度25分8.94秒 / 北緯33.6039250度 東経130.4191500度、北緯33度36分20.17秒 東経130度25分14.67秒 / 北緯33.6056028度 東経130.4207417度、北緯33度36分20.76秒 東経130度25分16.06秒 / 北緯33.6057667度 東経130.4211278度、活動グループ：「東公園地域猫の会」、活動内容：地域猫活動[注釈 6]、支援事業の実施者：福岡県[13]、管理者：県営東公園管理事務所

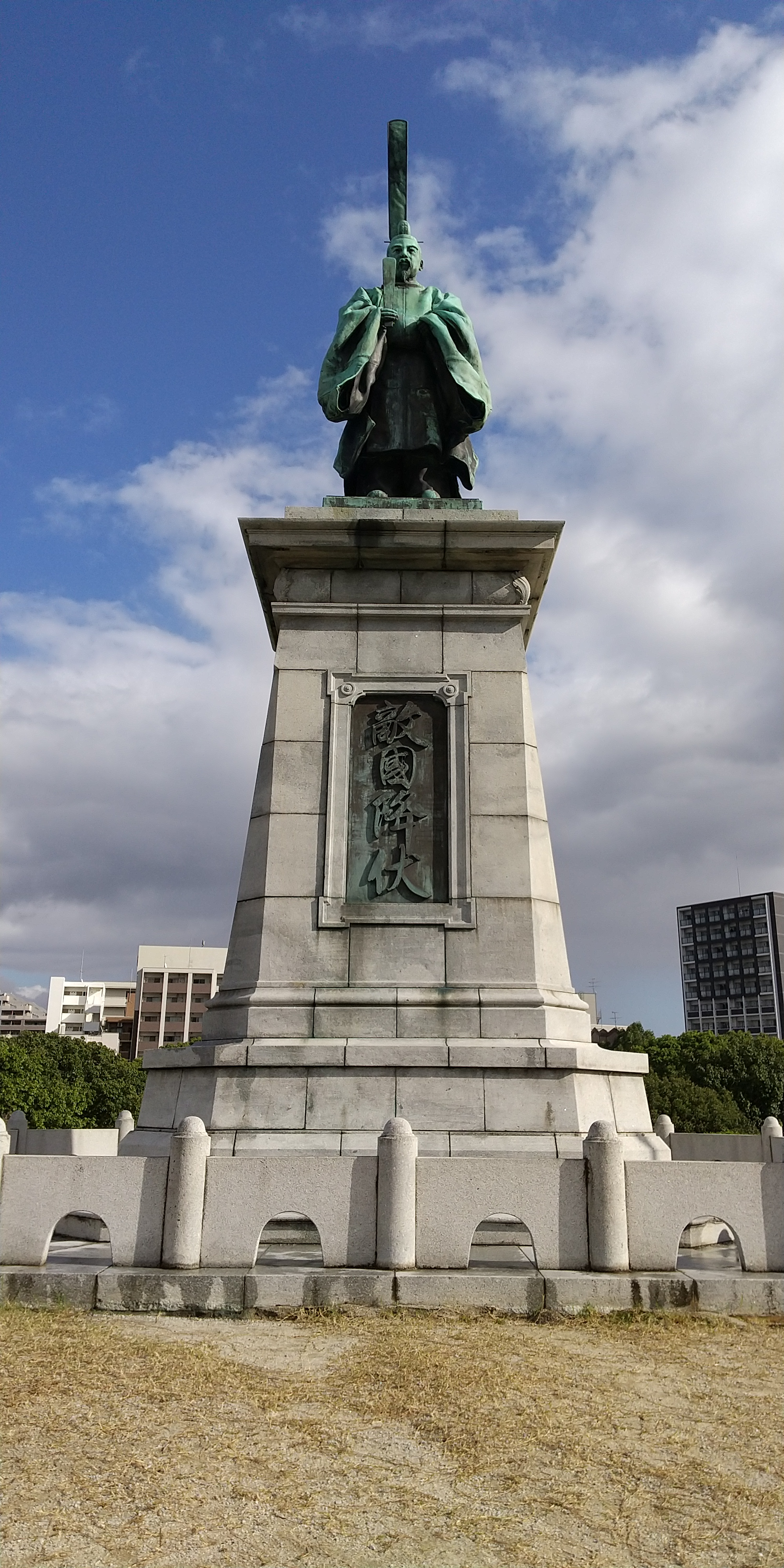
亀山上皇銅像(近影)
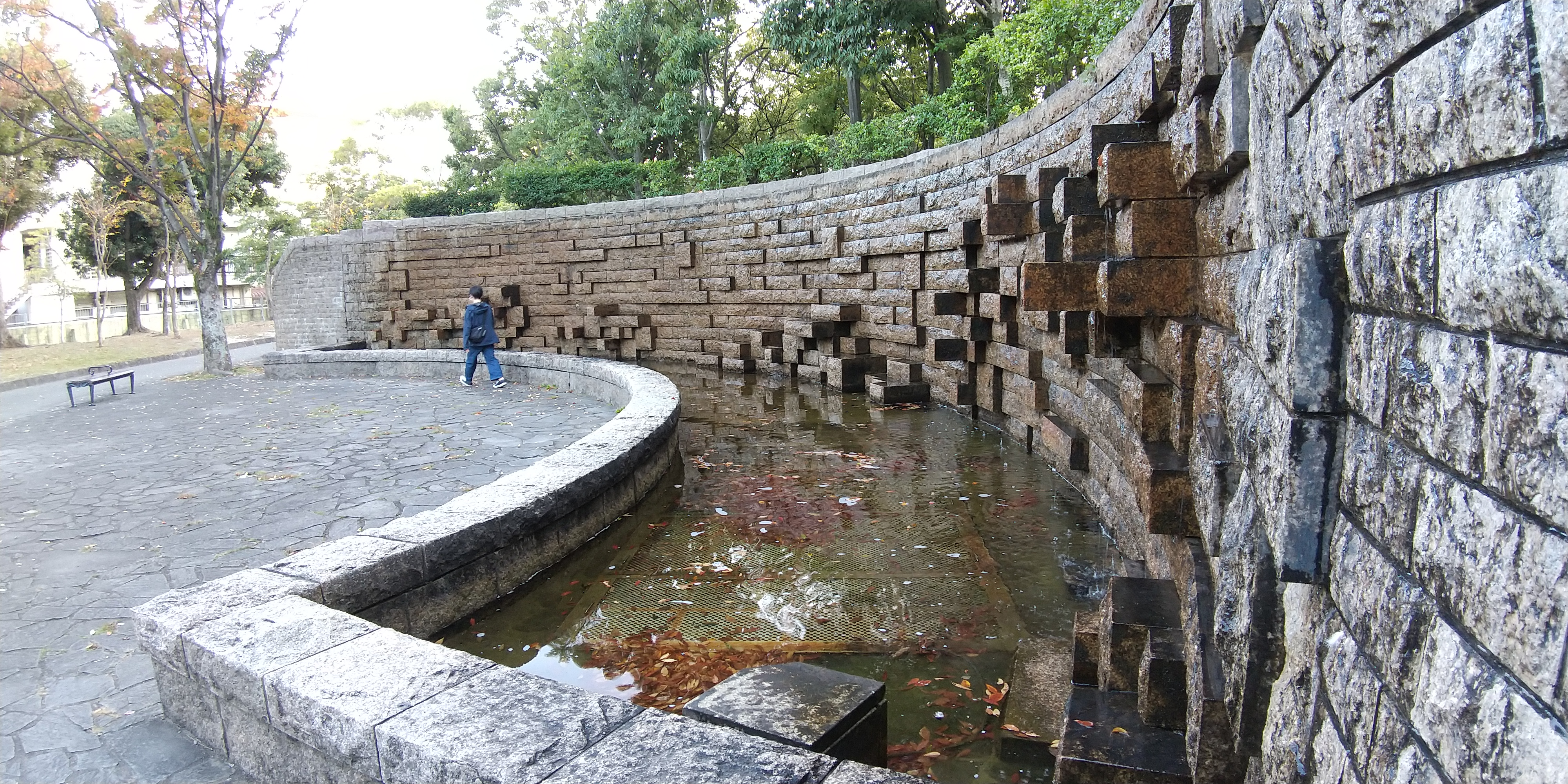
壁泉
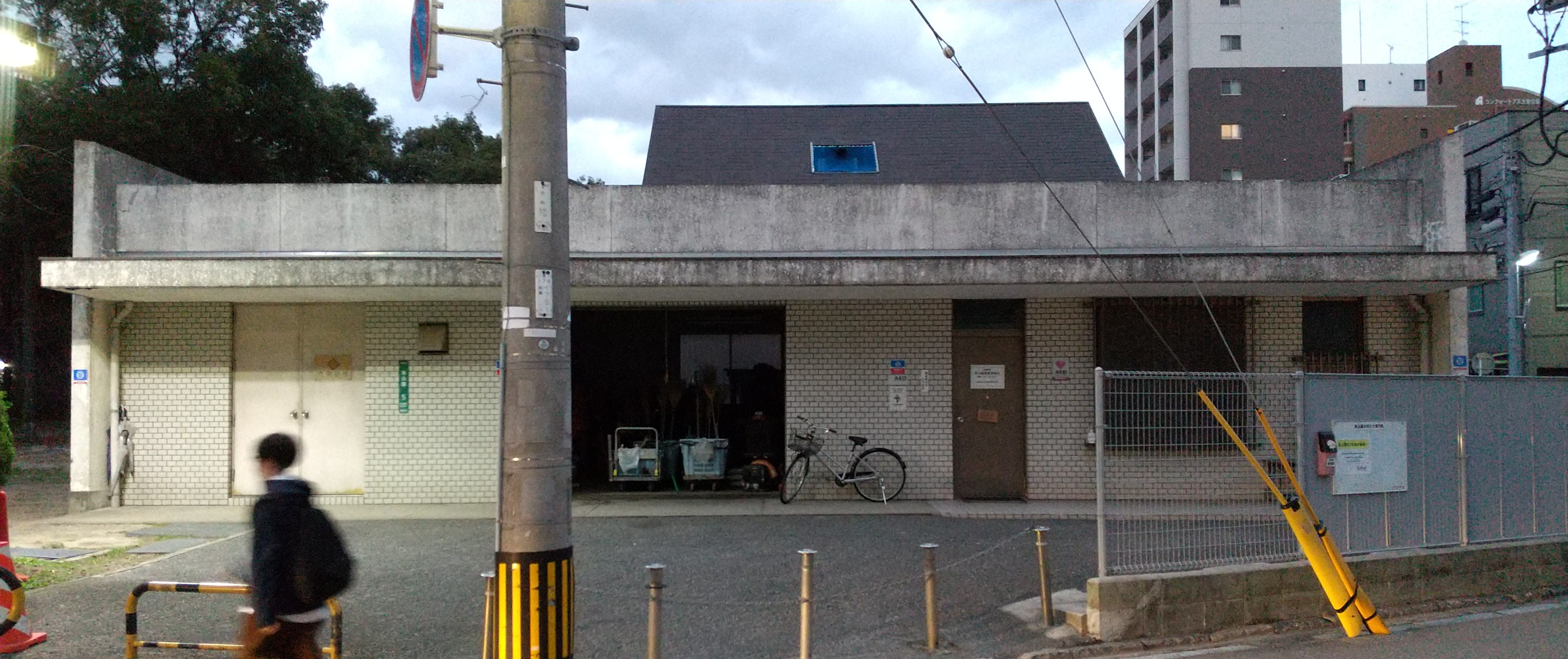
管理事務所

## 施設（県営公園以外）

### 公共・公益施設
- 福岡県庁
- 福岡県議会[注釈 7]
- 福岡県警察本部[注釈 8]
- 福岡市民体育館[注釈 9]
- 千代東公園（ちよひがしこうえん）[注釈 10]
- 測量標（四等三角点、写真）[注釈 11]

### 教育施設
小学校については次の通り。
- 東公園1番から3番まで（ただし、3番(7号)を除く…千代小）：福岡市立東吉塚小学校（吉塚六丁目8番11号）
- 東公園3番(7号),4番～8番：福岡市立千代小学校（東公園8番1号[注釈 12]）

中学校については町内には存在しないが、校区については、次の学校の校区に属する。
- 東公園1番から3番まで（ただし、3番(7号)を除く…千代小）：福岡市立吉塚中学校（吉塚五丁目10番6号）
- 東公園3番(7号),4番～8番：福岡市立千代中学校（千代四丁目17番47号）

## 名所・旧跡

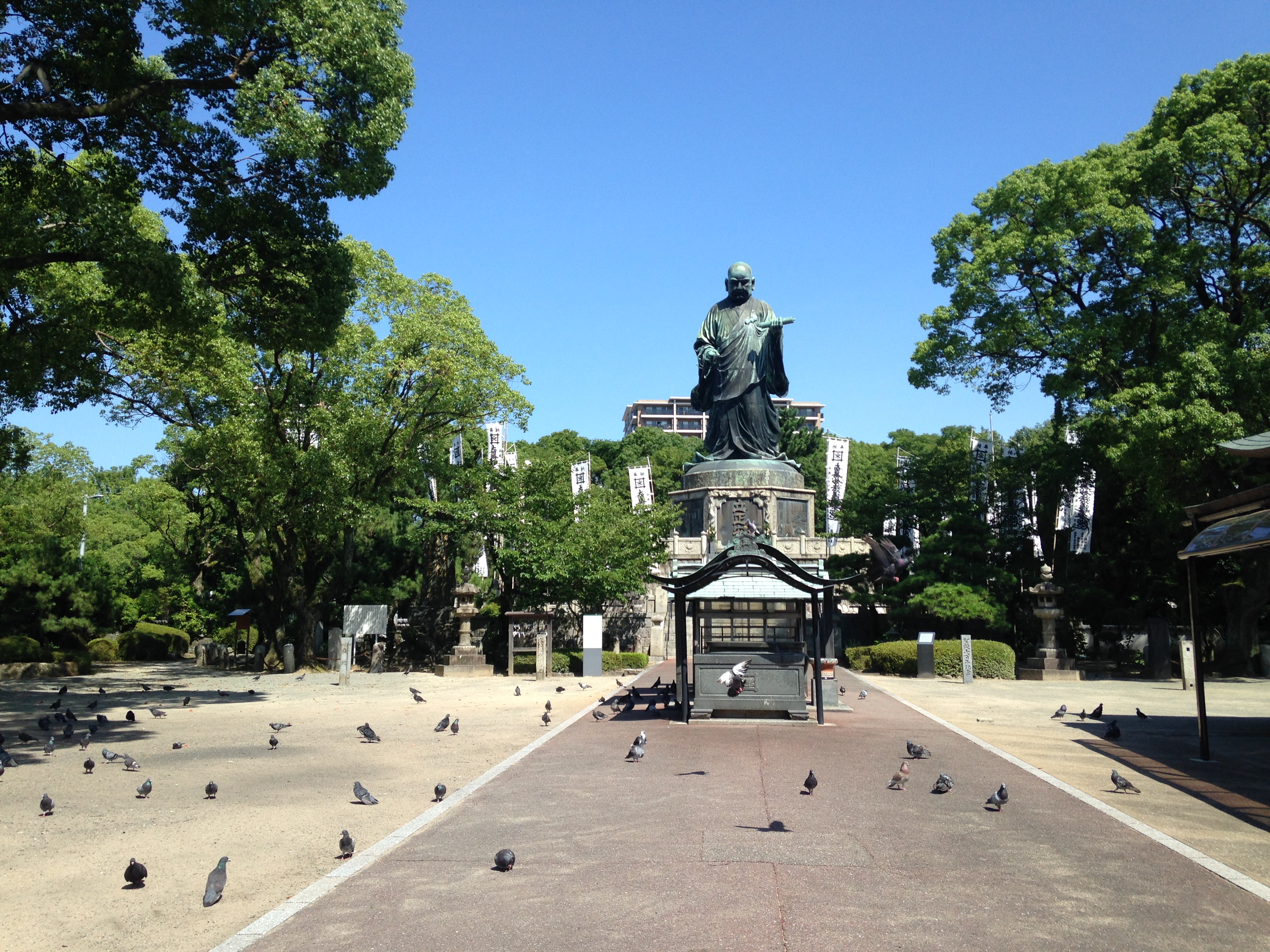
日蓮聖人銅像
像本体10.6メートル。市指定文化財。元寇記念碑建設運動に触発された日蓮宗僧侶の佐野前励（日菅）が提唱。東京美術学校の岡倉天心に依頼、竹内久一が原型制作。鑄造は岡崎雪聲が担当したとされるが、困難を極めたため。結果的には佐賀藩御用鋳物師の系譜を継ぐ谷口鉄工場が頭部と両手首以外の本体部分を分担した[19]。台座のレリーフの原画は洋画家・矢田一嘯の作で、佐野の依頼で描かれた。1904年11月8日に除幕式を挙行。本体は分割して鋳造したものをボルトで結合する工法がとられる。日蓮聖人銅像護持教会（身延山福岡別院）の敷地となる。
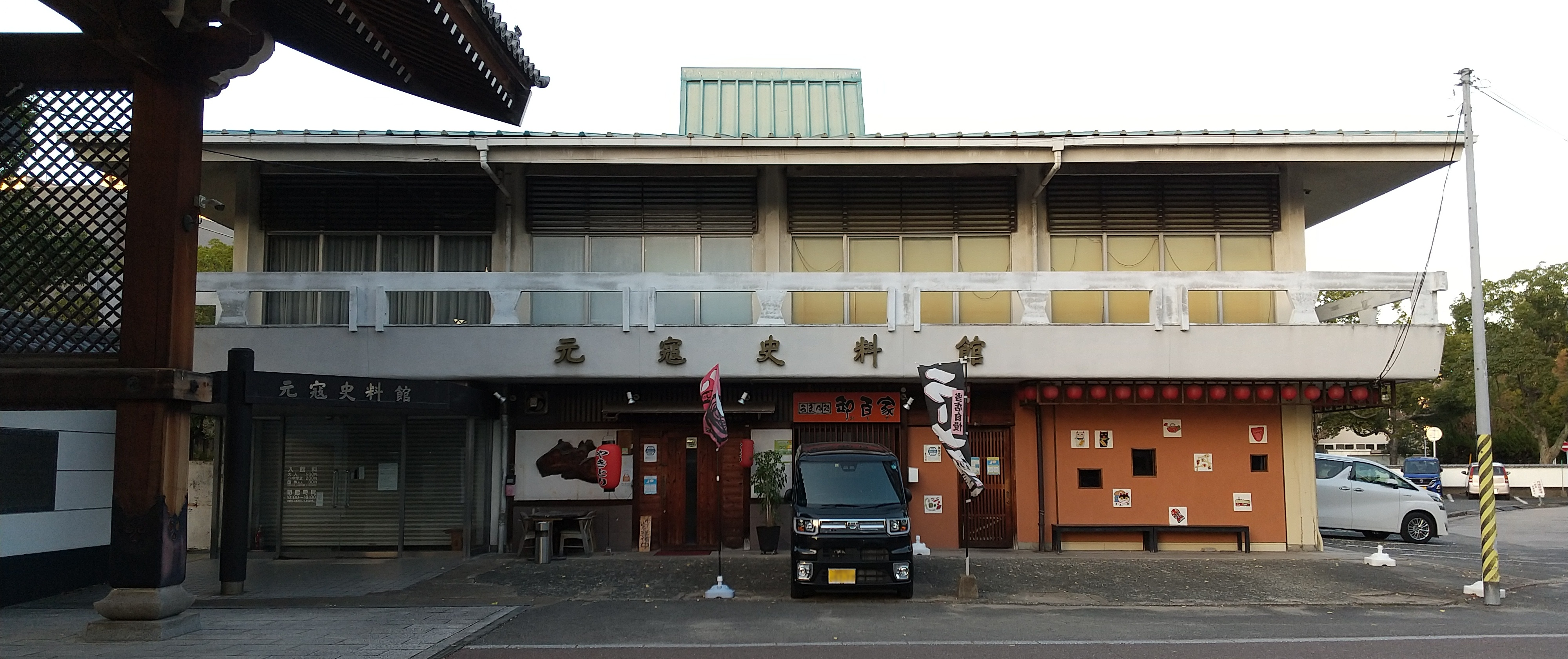
元寇史料館[注釈 13]
日蓮聖人銅像護持教会の敷地にある史料館。1986年（昭和61年）開館。元寇関連史料や武具、日蓮宗関連資料などが収蔵される。土休日のみ開館（開館時間10:00 - 16:00）。入館料は、大人300円（30名以上の団体、大人200円）。
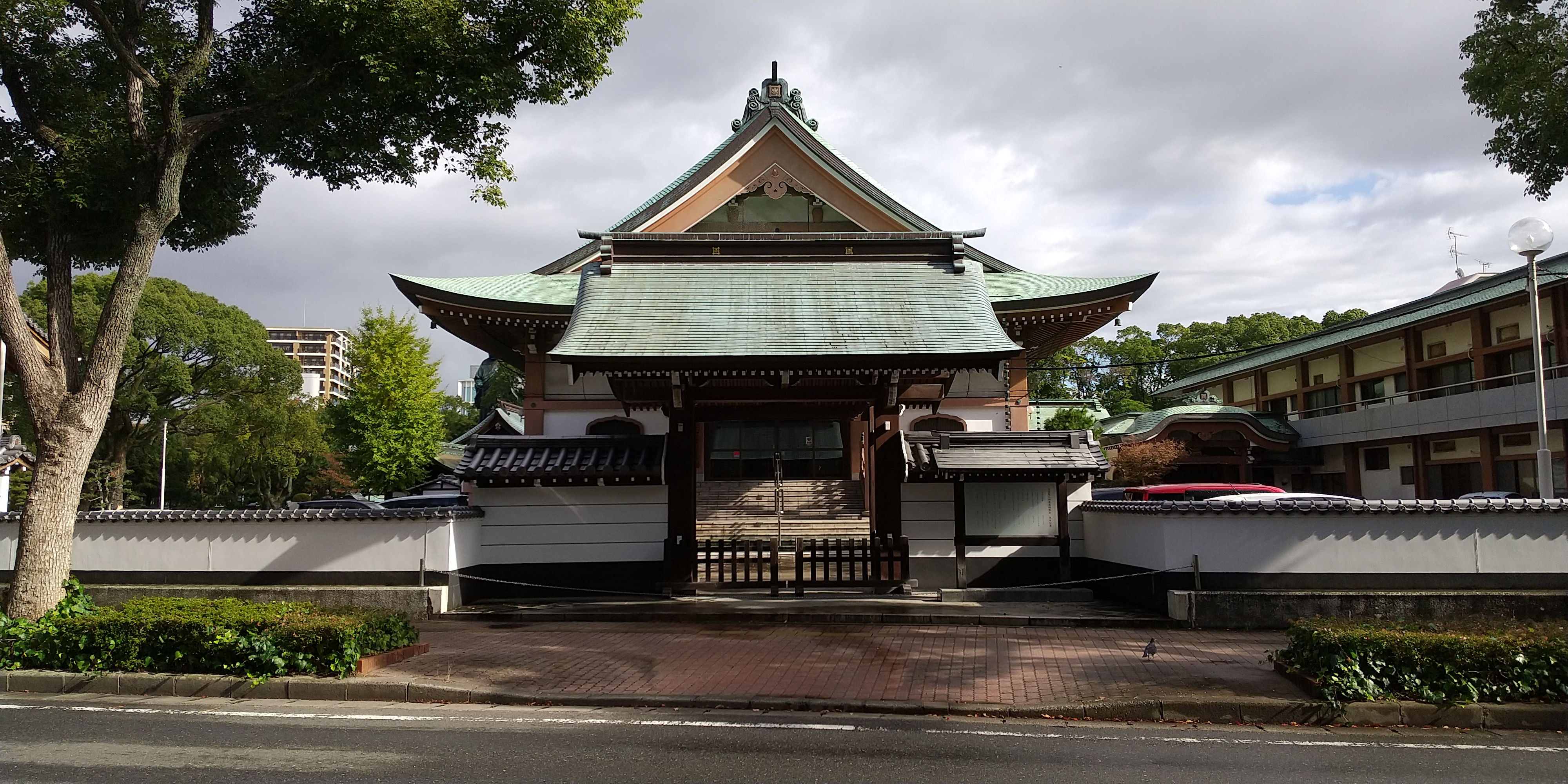
日蓮宗日蓮聖人銅像護持教会[注釈 14]
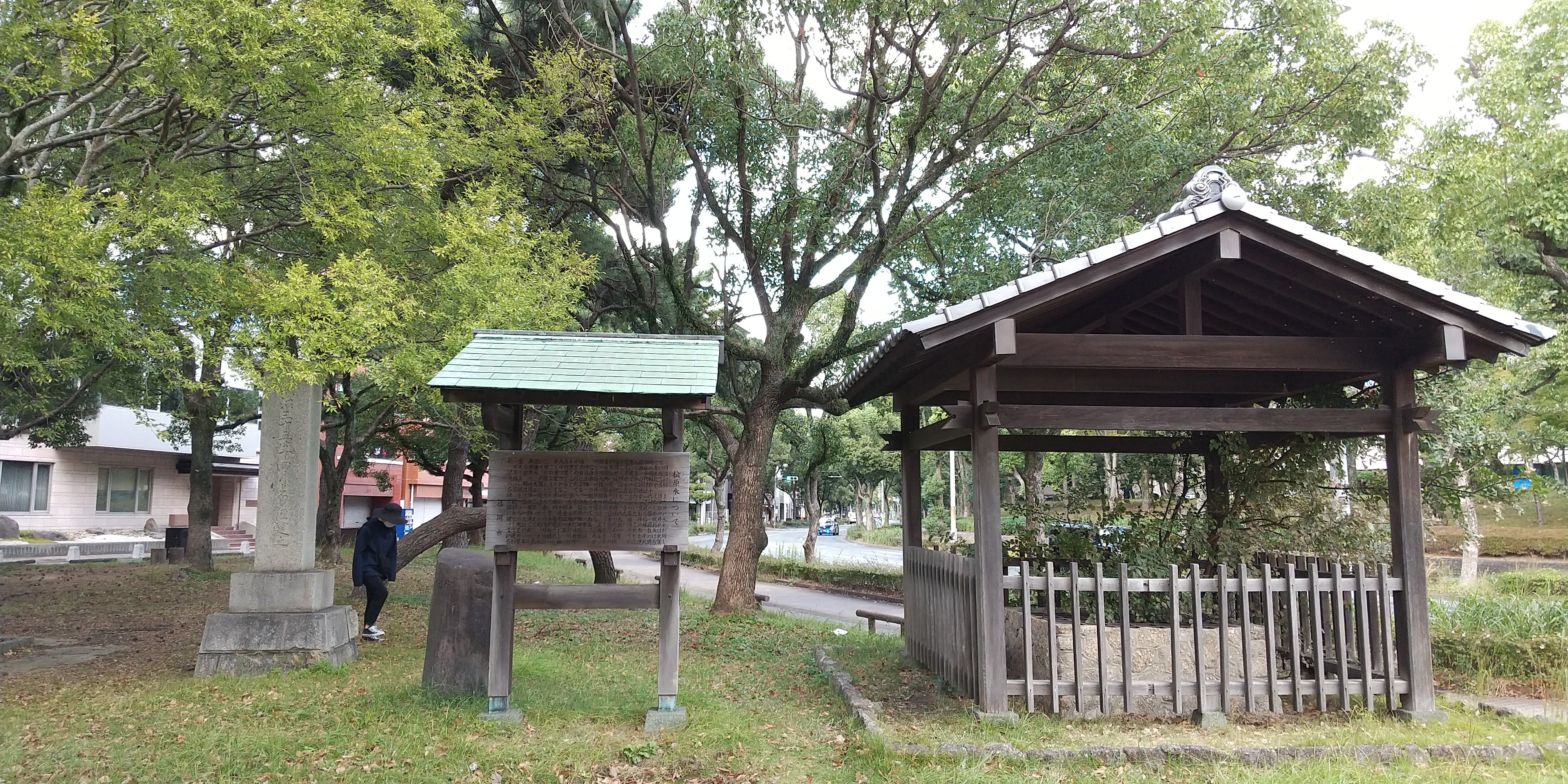
十日恵比須神社[注釈 15]
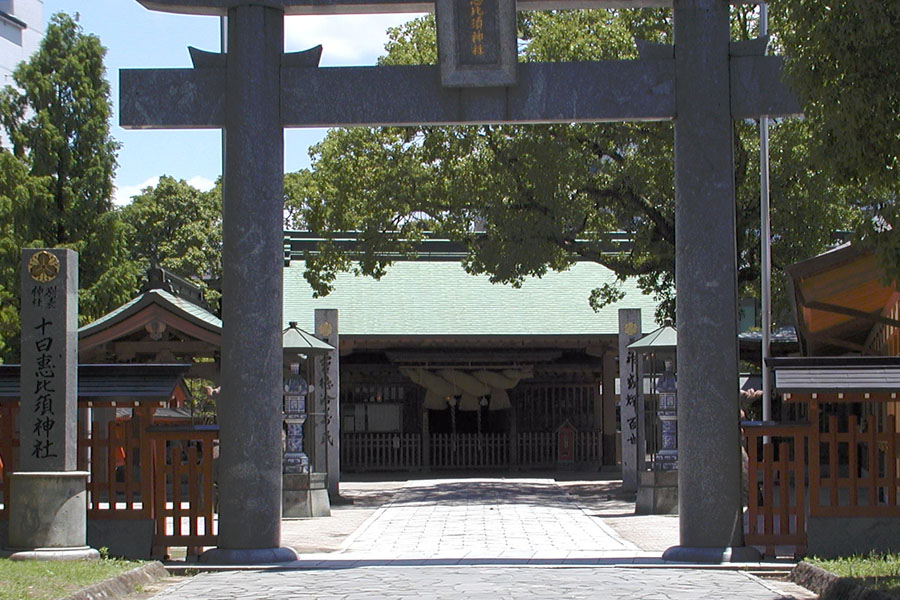
井戸「松原水」（まつばらみず）[注釈 16]
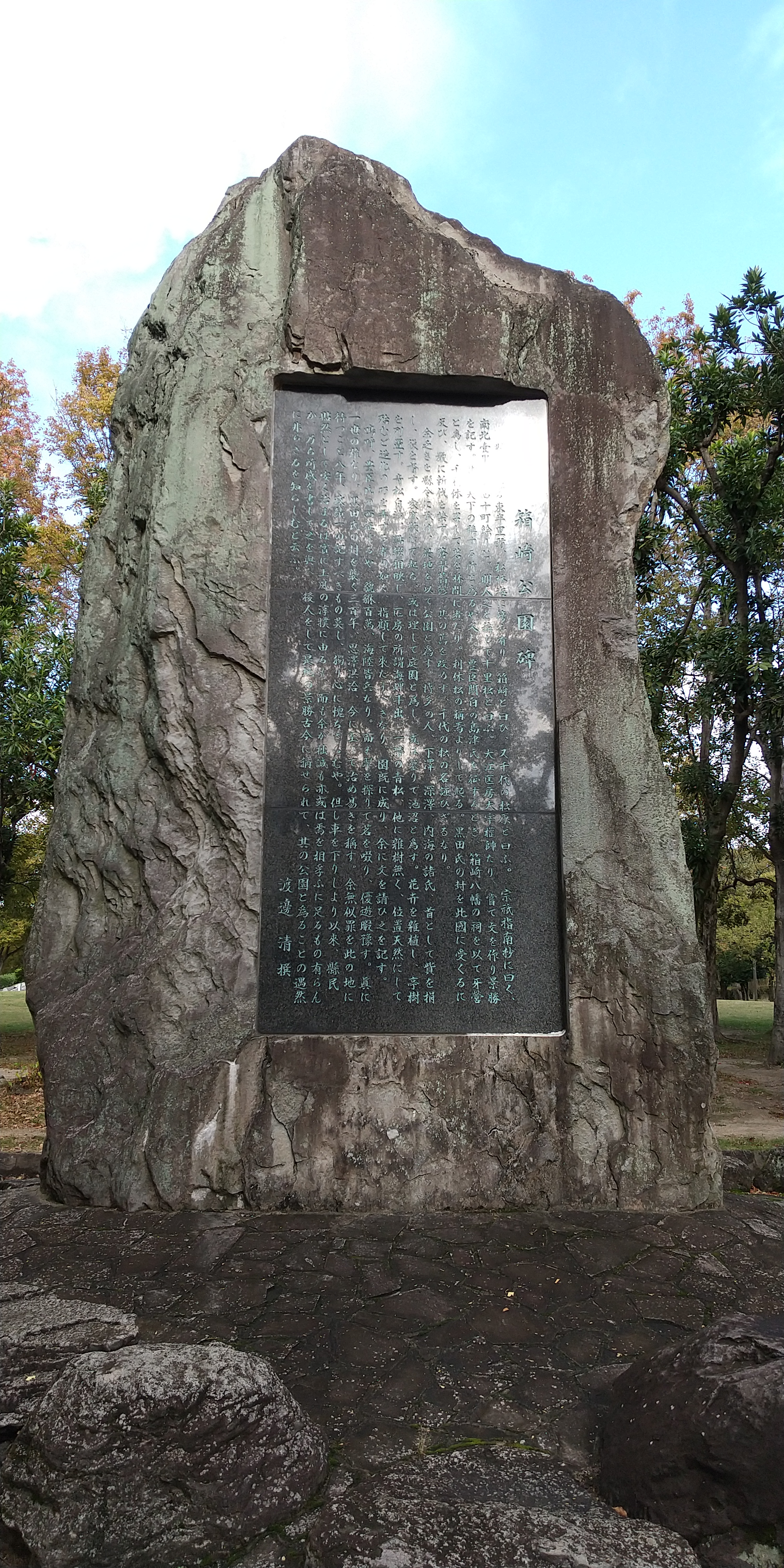
箱崎公園碑[注釈 17]

- 日蓮聖人銅像
- 元寇資料館
- 日蓮宗日蓮聖人銅像護持教会
- 松原水
- 十日恵比須神社
- 箱崎公園碑

## 人口
東公園の人口の推移を福岡市の住民基本台帳（公称町別）に基づき示す（単位：人）。集計時点は各年9月末現在である。
- 2001年（平成13年）：255
- 2002年（平成14年）：254
- 2003年（平成15年）：253
- 2004年（平成16年）：249
- 2005年（平成17年）：250
- 2006年（平成18年）：239
- 2007年（平成19年）：231
- 2008年（平成20年）：218
- 2009年（平成21年）：244
- 2010年（平成22年）：255
- 2011年（平成23年）：248
- 2012年（平成24年）：256
- 2013年（平成25年）：262
- 2014年（平成26年）：251
- 2015年（平成27年）：266
- 2016年（平成28年）：274
- 2017年（平成29年）：288
- 2018年（平成30年）：282
- 2019年（令和元年）：284
- 2020年（令和2年）：311
- 2021年（令和3年）：324
- 2022年（令和4年）：332

## 交通

### 鉄道
鉄道については、福岡市交通局が運営する地下鉄の福岡市地下鉄箱崎線が地区の北側に通っており、次の駅がある。
- 千代県庁口駅（所在地：千代一丁目から千代四丁目まで及び東公園に跨る位置）
- 馬出九大病院前駅（所在地：馬出一丁目、馬出二丁目及び東公園に跨る位置）

なお、福岡県庁へは千代県庁口駅よりも馬出九大病院駅のほうが近く、屋根付きの通路が利用できるなど便利である。

### 路線バス
バスについては、西日本鉄道株式会社が運営する西鉄バスが運行しており、次の停留所がある。
- 福岡直方線沿い（馬出）：県庁前、警察本部前・九大病院入口
- 福岡篠栗線（パピヨン通り）沿い（千代）：千代一丁目、妙見
- 吉塚停車場線沿い：吉塚駅前

### 道路
主な幹線道路は次の通り。

#### 都市高速道路
都市高速道路としては、南方に福岡高速環状線が、東方に福岡高速1号香椎線が通っており、最寄りの出入口は次の通り。
- 福岡高速環状線
  - 呉服町出入口（香椎・天神方面出入口、施設：料金所・ランプ）
  - 千代出入口（太宰府IC・堤方面出入口、施設：料金所・ランプ）
- 福岡高速1号香椎線
  - 東浜出入口（貝塚方面出入口、千鳥橋方面出入口、施設：料金所・ランプ）

#### 県道
県道は次の通り。括弧内は福岡市道路愛称等。
- 福岡直方線（ふくおかのうがたせん、写真1、写真2）
- 浜新建堅粕線（はましんたてかたかすせん、「妙見通り」、みょうけんどおり、写真）
- 吉塚停車場線（よしづかていしゃじょうせん、写真）

#### 市道
市道は次の通り。
- 東公園線

## 周辺の施設
- 博多税務署
- 博多女子中学校・高等学校
- 九州大学病院・医学部・歯学部・薬学部
- 福岡市民病院
- JR九州吉塚駅
- 崇福寺

## アクセス
- 福岡市地下鉄箱崎線千代県庁口駅・馬出九大病院前駅
- JR九州鹿児島本線・篠栗線吉塚駅
- 西鉄バス県庁前バス停・警察本部前・九大病院入口バス停・吉塚駅前バス停